# Serie GeForce 8
La serie GeForce 8 es la octava generación de la línea GeForce de unidades de procesamiento de gráficos de Nvidia. La tercera gran arquitectura de GPU desarrollada por Nvidia, Tesla representa la primera arquitectura de sombreado unificado de la compañía.

## Descripción general
Todos los productos de la serie GeForce 8 se basan en Tesla. Al igual que con muchas GPU, los números más grandes que llevan estas tarjetas no garantizan un rendimiento superior sobre las tarjetas de la generación anterior con un número más bajo. Por ejemplo, las tarjetas básicas GeForce 8300 y 8400 no se pueden comparar con las tarjetas GeForce 7200 y 7300 anteriores debido a su rendimiento inferior. Lo mismo ocurre con la tarjeta GeForce 8800 GTX de gama alta, que no se puede comparar con la tarjeta GeForce 7800 GTX anterior debido a las diferencias de rendimiento.

### Resolución máxima
Compatibilidad con Dual Dual-link DVI: Capaz de controlar dos pantallas planas con una resolución de hasta 2560 × 1600. Disponible en GPU GeForce 8800 y 8600 seleccionadas.
Un soporte DVI de doble enlace: Capaz de manejar una pantalla plana con una resolución de hasta 2560 × 1600. Disponible en GPU GeForce 8500 selectas y tarjetas GeForce 8400 GS basadas en G98.
Compatibilidad con DVI de un solo enlace: Capaz de controlar una pantalla plana con una resolución de hasta 1920 × 1200. Disponible en GPU GeForce 8400 seleccionadas. Las tarjetas GeForce 8400 GS basadas en G86 solo admiten DVI de enlace único.

### Capacidades de visualización
La serie GeForce 8 admite una salida de pantalla de 10 bits por canal, frente a los 8 bits de las tarjetas Nvidia anteriores. Potencialmente, esto permite una representación y separación de color de mayor fidelidad en pantallas compatibles. La serie GeForce 8, al igual que sus predecesores recientes, también es compatible con Scalable Link Interface (SLI) para que varias tarjetas instaladas actúen como una sola a través de un puente SLI, siempre que tengan una arquitectura similar.
La tecnología de renderizado de video PureVideo HD de NVIDIA es una versión mejorada del PureVideo original presentado con GeForce 6. Ahora incluye aceleración de hardware basada en GPU para decodificar formatos de películas HD, posprocesamiento de video HD para imágenes mejoradas y compatibilidad opcional con protección de contenido digital de ancho de banda alto (HDCP) a nivel de tarjeta.

## Serie GeForce 8300 y 8400

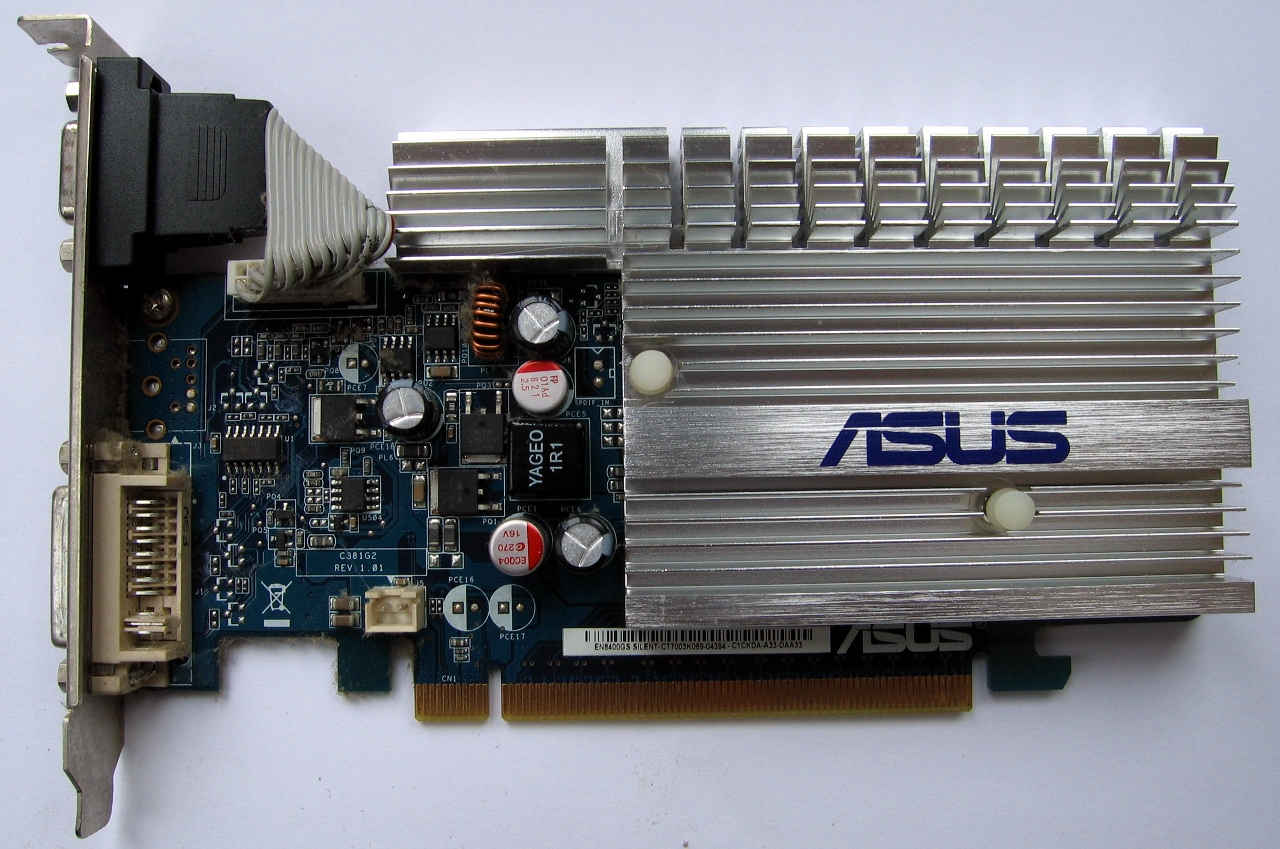
NVidia GeForce 8400 GS "Rev 1.0"

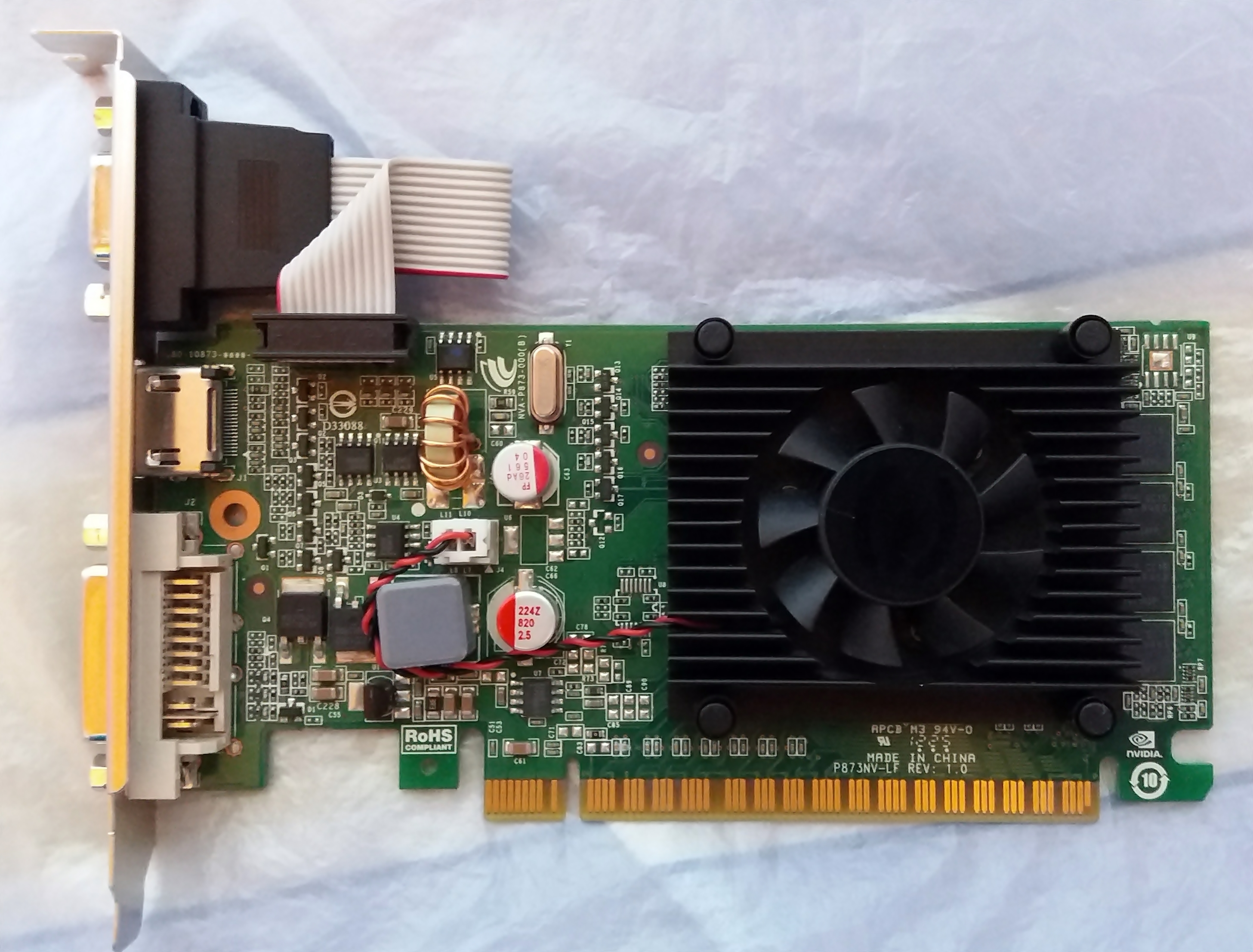
NVidia GeForce 8400GS "Rev 3.0"

En el verano de 2007, Nvidia lanzó las tarjetas gráficas GeForce 8300 GS y 8400 GS de nivel de entrada, basadas en el núcleo G86. La GeForce 8300 solo estaba disponible en el mercado OEM y también estaba disponible en forma de GPU integrada en la placa base como GeForce 8300 mGPU. Al igual que con muchas tarjetas gráficas de nivel de entrada, estas tarjetas suelen ser menos potentes que las tarjetas de gama media y alta. Debido al rendimiento reducido de estas tarjetas, no están diseñadas para aplicaciones 3D intensas, como videojuegos rápidos de alta resolución. Sin embargo, aún podían reproducir la mayoría de los juegos en sus configuraciones y resoluciones más bajas, lo que hizo que estas tarjetas fueran populares entre los jugadores ocasionales y los constructores de HTPC (Centro de medios) sin una ranura PCI Express o AGP en la placa base. Fueron diseñados originalmente para reemplazar la serie GeForce 7200 de bajo costo y la serie GeForce 7300 de nivel de entrada, pero no pudieron hacerlo debido a su rendimiento de juego inferior.
A finales de 2007, NVIDIA lanzó una nueva GeForce 8400 GS basada en el chip G98 (D8M). Es bastante diferente del G86 utilizado para el "primer" 8400 GS, ya que el G98 presenta decodificación de video VC-1 y MPEG2 completamente en hardware, menor consumo de energía, menor rendimiento 3D y un proceso de fabricación más pequeño. El G98 también cuenta con soporte DVI de doble enlace y PCI Express 2.0. Las tarjetas G86 y G98 se vendieron como "8400 GS", y la diferencia se muestra solo en las especificaciones técnicas. A veces, esta tarjeta se llama "GeForce 8400 GS Rev. 2".
A mediados de 2010, Nvidia lanzó otra revisión de la GeForce 8400 GS basada en el chip GT218. Tiene una mayor cantidad de RAM y es compatible con DirectX 10.1, OpenGL 3.3 y Shader 4.1. Esta tarjeta también se conoce como "GeForce 8400 GS Rev. 3".

## Serie GeForce 8500 y 8600
El 17 de abril de 2007, Nvidia lanzó la GeForce 8500 GT para el mercado de nivel de entrada y la GeForce 8600 GT y 8600 GTS para el mercado de gama media.
Nvidia presentó PureVideo de segunda generación con esta serie. Como la primera actualización importante de PureVideo desde el lanzamiento de GeForce 6, PureVideo de segunda generación ofreció una decodificación de hardware mucho mejor para H.264.

## Serie GeForce 8800

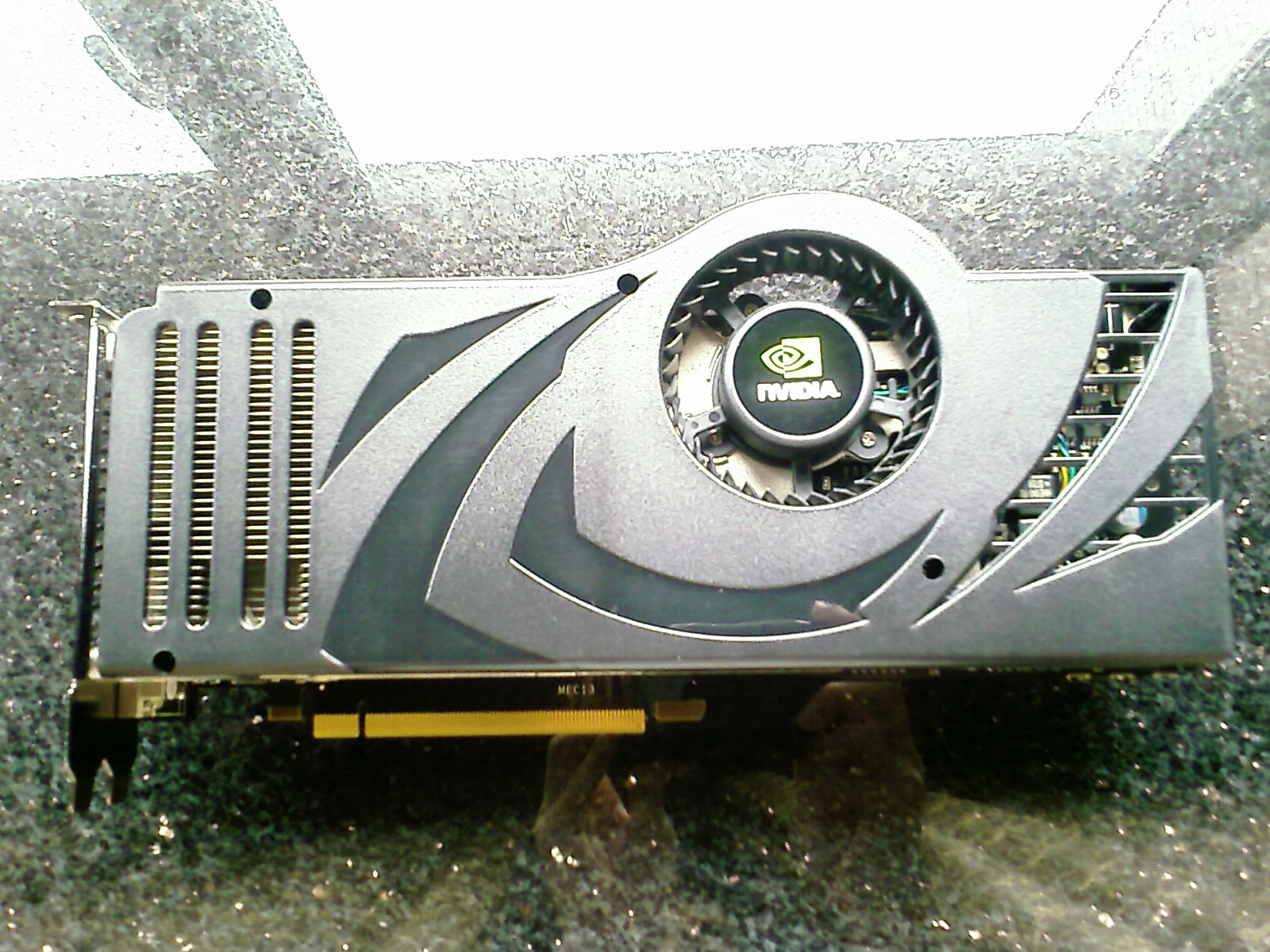
Nvidia GeForce 8800 Ultra

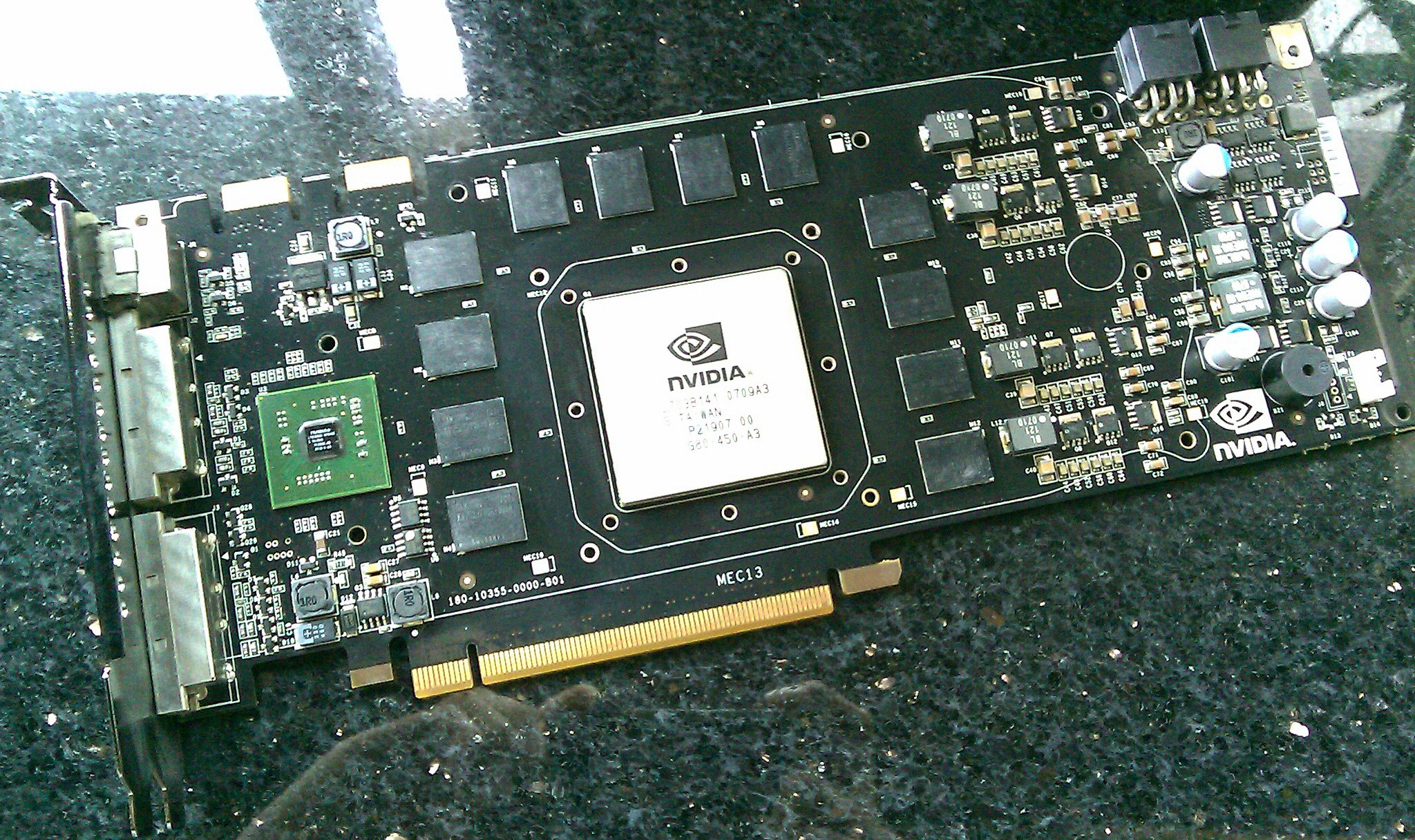
Nvidia GeForce 8800 Ultra sin el disipador de calor

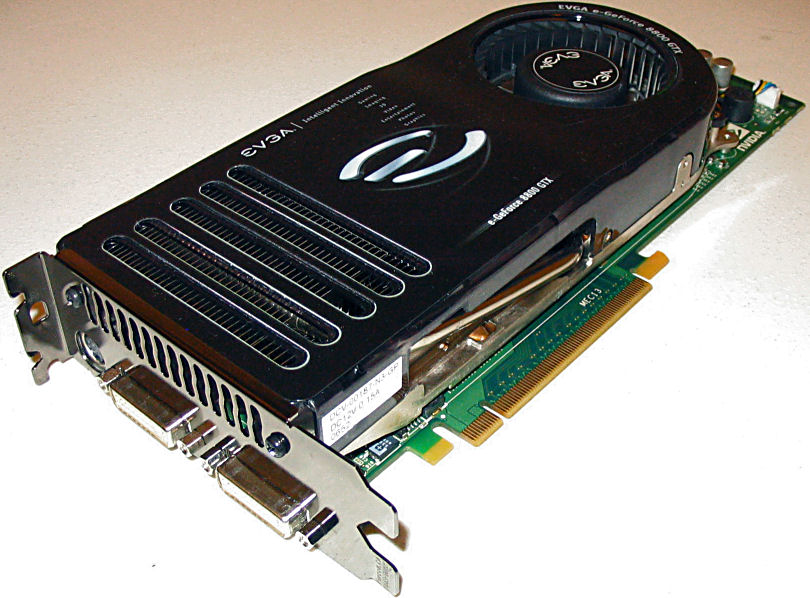
EVGA GeForce 8800 GTX

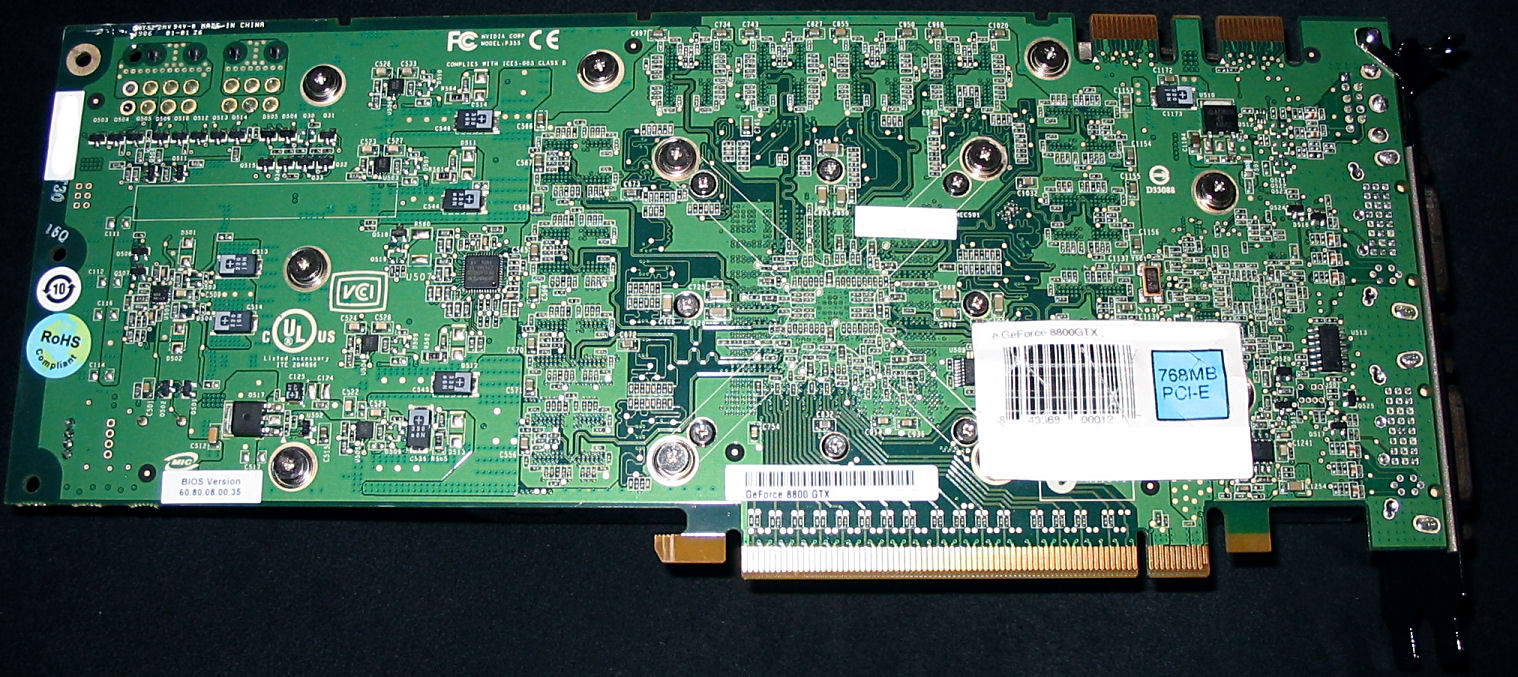
EVGA GeForce 8800 GTX por debajo

La serie 8800, cuyo nombre en código es G80, se lanzó el 8 de noviembre de 2006, con el lanzamiento de GeForce 8800 GTX y GTS para el mercado de gama alta. El 12 de febrero se lanzó un GTS de 320 MB y el Ultra se lanzó el 2 de mayo de 2007. Las tarjetas son más grandes que sus predecesoras, la 8800 GTX mide 10,6 pulgadas (~26,9 cm) de largo y el 8800 GTS mide 9 pulgadas (~23 cm). Ambas tarjetas tienen dos conectores DVI de doble enlace y un conector de salida HDTV / S-Video. La 8800 GTX requiere 2 entradas de alimentación PCIe para mantenerse dentro del estándar PCIe, mientras que la GTS requiere solo una.

### 8800GS
El 8800 GS es un 8800 GT reducido con 96 procesadores de flujo y 384 o 768 MB de RAM en un bus de 192 bits. En mayo de 2008, se renombró como 9600 GSO en un intento de estimular las ventas.
El 28 de abril de 2008, Apple anunció una línea iMac actualizada con un 8800 GS. Sin embargo, la GPU es en realidad una Nvidia GeForce 8800M GTS renombrada. Cuenta con hasta 512 MB de memoria de video GDDR3 de 800 MHz, 64 procesadores de flujo unificados, una velocidad de núcleo de 500 MHz, un ancho de bus de memoria de 256 bits y un reloj de sombreado de 1250 MHz.

### 8800 GTX / 8800 Ultra

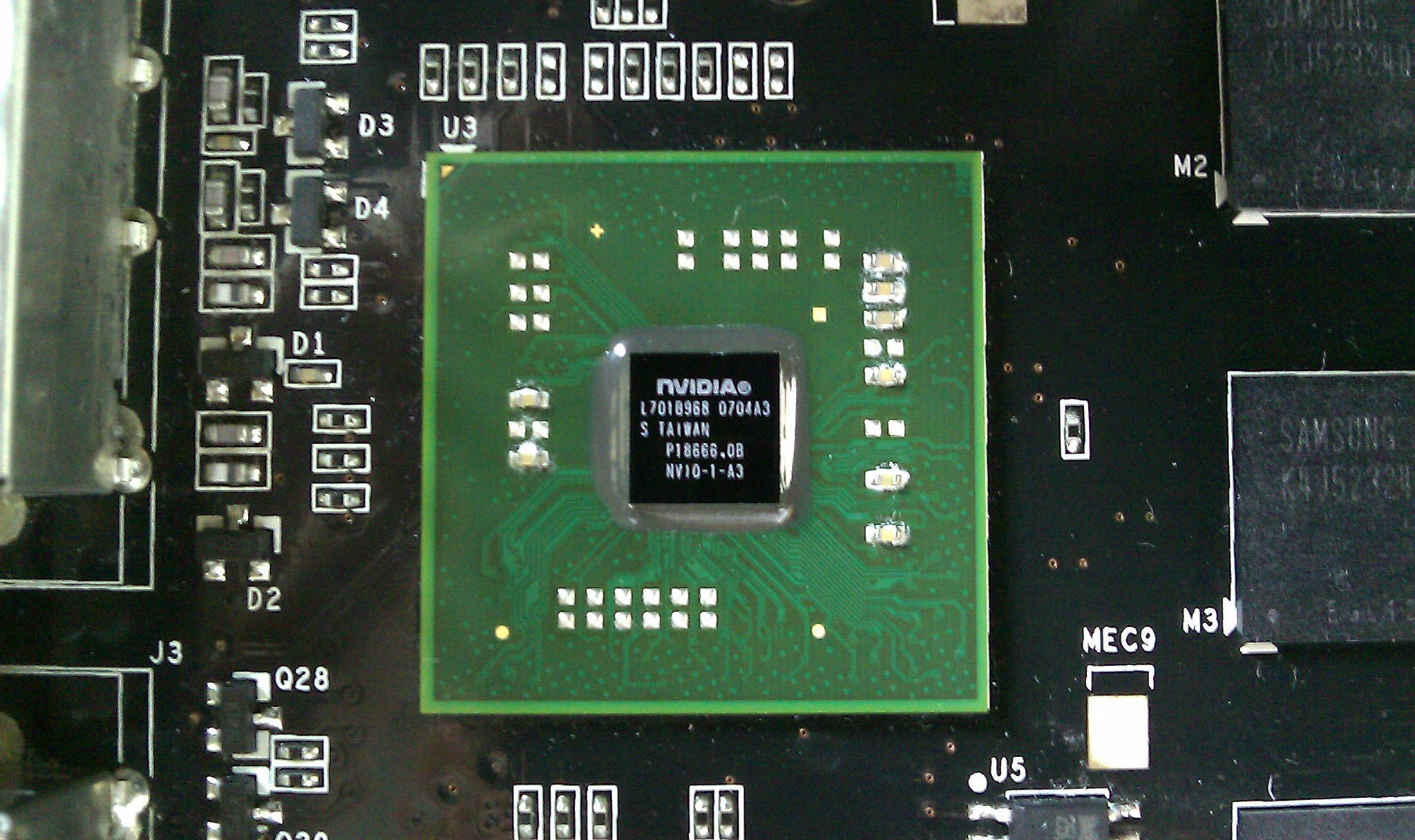
NVIDIA NVIO-1-A3 RAMDAC

La 8800 GTX está equipada con 768 MB de RAM GDDR3. La serie 8800 reemplazó a la serie GeForce 7950 como la GPU de consumo de mayor rendimiento de Nvidia. GeForce 8800 GTX y GTS usan núcleos de GPU idénticos, pero el modelo GTS desactiva partes de la GPU y reduce el tamaño de la RAM y el ancho del bus para reducir los costos de producción.
En ese momento, la G80 era la GPU comercial más grande jamás construida. Consta de 681 millones de transistores que cubren un área de superficie de matriz de 480 mm² construidos en un proceso de 90 nm. (De hecho, el recuento total de transistores del G80 es de ~686 millones, pero dado que el chip se fabricó en un proceso de 90 nm y debido a las limitaciones del proceso y la viabilidad del rendimiento, Nvidia tuvo que dividir el diseño principal en dos chips: Núcleo del sombreador principal en 681 millones transistores y núcleo de E/S NV de aproximadamente ~ 5 millones de transistores, lo que hace que el diseño completo del G80 se ubique en ~ 686 millones de transistores).
Un defecto de fabricación menor relacionado con una resistencia de valor inadecuado provocó el retiro del mercado de los modelos 8800 GTX solo dos días antes del lanzamiento del producto, aunque el lanzamiento en sí no se vio afectado.
La GeForce 8800 GTX fue, con mucho, la GPU más rápida cuando se lanzó por primera vez y, 13 meses después de su debut inicial, seguía siendo una de las más rápidas. La GTX tiene 128 procesadores de flujo sincronizados a 1.35 GHz, un reloj central de 575 MHz y 768 MB de memoria GDDR3 de 384 bits a 1,8 GHz, dándole un ancho de banda de memoria de 86,4 GB/s. La tarjeta funciona más rápido que una sola Radeon HD 2900 XT y más rápido que 2 Radeon X1950 XTX en Crossfire o 2 GeForce 7900 GTX en SLI. La 8800 GTX también es compatible con HDCP, pero un defecto importante es su antiguo procesador NVIDIA PureVideo que usa más recursos de la CPU. Originalmente vendido al por menor por alrededor de US $ 600, los precios bajaron a menos de US $ 400 antes de que se suspendiera. La 8800 GTX también necesitaba mucha energía para su época, exigía hasta 185 vatios de potencia y requería dos conectores de alimentación PCI-E de 6 pines para funcionar. La 8800 GTX también tiene 2 puertos de conector SLI, lo que le permite admitir NVIDIA SLI de 3 vías para usuarios que ejecutan juegos exigentes en resoluciones extremas como 2560x1600.
La 8800 Ultra, al por menor a un precio mayor, es idéntica a la GTX desde el punto de vista arquitectónico, pero presenta sombreadores, núcleo y memoria con mayor frecuencia. Con un precio minorista original de $800 a $1000, la mayoría de los usuarios pensaban que la tarjeta tenía un valor bajo, ya que ofrecía solo un 10% más de rendimiento que la GTX pero costaba cientos de dólares más. Los precios cayeron hasta $200 antes de ser descontinuado el 23 de enero de 2008. El reloj central del Ultra funciona a 612 MHz, los shaders a 1.5 GHz, y finalmente la memoria a 2.16 GHz, dando al Ultra un ancho de banda de memoria teórico de 103,7 GB/s. Tiene 2 puertos de conector SLI, lo que le permite admitir Nvidia SLI de 3 vías. También se implementó un enfriador de doble ranura actualizado, lo que permite un funcionamiento más silencioso y frío a velocidades de reloj más altas.

### 8800GT
El 8800 GT, cuyo nombre en código es G92, fue lanzado el 29 de octubre de 2007. La tarjeta es la primera en pasar a 65 nm, y es compatible con PCI-Express 2.0. Tiene un enfriador de una sola ranura en comparación con el enfriador de doble ranura en el 8800 GTS y GTX, y usa menos energía que GTS y GTX debido a su proceso de 65 nm. Si bien su potencia de procesamiento central es comparable a la de la GTX, la interfaz de memoria de 256 bits y los 512 MB de memoria GDDR3 a menudo dificultan su rendimiento en configuraciones de gráficos y resoluciones muy altas. La 8800 GT, a diferencia de otras tarjetas 8800, está equipada con el motor PureVideo HD VP2 para la decodificación asistida por GPU de los códecs H.264 y VC-1. Los puntos de referencia de rendimiento a velocidades de stock lo sitúan por encima de la 8800 GTS (versiones de 640 MB y 320 MB) y ligeramente por debajo de la 8800 GTX. 256 Versión MB del 8800 GT con velocidades de memoria de stock más bajas (1.4 GHz en lugar de 1,8 GHz) pero el mismo núcleo también está disponible. Los puntos de referencia de rendimiento han demostrado que la versión de 256 MB del 8800 GT tiene una desventaja de rendimiento considerable en comparación con su contraparte de 512 MB, especialmente en juegos más nuevos como Crysis. Algunos fabricantes también fabrican modelos con 1 GB de memoria; y con resoluciones grandes y texturas grandes se puede percibir una diferencia de rendimiento en los puntos de referencia. Es más probable que estos modelos ocupen hasta 2 ranuras de la computadora.
El lanzamiento de esta tarjeta presenta una dinámica extraña para la industria del procesamiento de gráficos. Con un precio de venta inicial proyectado por NVIDIA de alrededor de $300, esta tarjeta supera a la insignia HD2900XT de ATI en la mayoría de las situaciones, e incluso a la propia 8800 GTS 640 de NVIDIA. MB (anteriormente con un precio MSRP de $400). La tarjeta, solo un poco más lenta en los puntos de referencia sintéticos y de juegos que la 8800 GTX, también le quita gran parte del valor a la propia tarjeta de gama alta de Nvidia.

#### Problema de compatibilidad con PCI-E 1.0a
Poco después del lanzamiento, se desenmascaró un problema de incompatibilidad con las placas base PCI Express 1.0a más antiguas. Al usar el 8800 GT o el 8800 GTS 512 compatible con PCI Express 2.0 en algunas placas base con ranuras PCI Express 1.0a, la tarjeta no producía ninguna imagen de pantalla, pero la computadora a menudo arrancaba (con el ventilador de la tarjeta de video girando a una velocidad constante). 100%). La incompatibilidad se ha confirmado en placas base con chipsets VIA PT880Pro/Ultra, Intel 925 e Intel 5000P PCI-E 1.0a.
Algunas tarjetas gráficas tenían una solución alternativa, que consistía en volver a actualizar el BIOS de la tarjeta gráfica con un BIOS GEN1 más antiguo. Sin embargo, esto se convirtió efectivamente en una tarjeta PCI Express 1.0, sin poder utilizar las funciones PCIE 2.0. Sin embargo, esto no podría considerarse un problema, dado que la tarjeta en sí ni siquiera podía utilizar la capacidad total de las ranuras PCIE 1.0 normales, no hubo una reducción notable del rendimiento. Además, la actualización del BIOS de la tarjeta de video anulaba las garantías de la mayoría de los fabricantes de tarjetas de video (si no de todos), lo que la convertía en una forma menos que óptima de hacer que la tarjeta funcionara correctamente. Una solución a esto es actualizar el BIOS de la placa base a la última versión, que según el fabricante de la placa base, puede contener una solución. En relación con este problema de compatibilidad, se creía que la gran cantidad de tarjetas reportadas como DOA (entre un 13 % y un 15 %) eran inexactas. Cuando se reveló que el G92 8800 GT y el 8800 GTS 512 MB iban a ser diseñados con conexiones PCI Express 2.0, NVIDIA afirmó que todas las tarjetas tendrían total compatibilidad con versiones anteriores, pero no mencionó que esto solo era cierto para las placas base PCI Express 1.1. La fuente de BIOS-flash no provino de NVIDIA ni de ninguno de sus socios, sino de ASRock, un productor de placas base, que mencionó la corrección en una de sus preguntas frecuentes sobre placas base. ASUSTek, vende el 8800 GT con su etiqueta, publicó una versión más nueva de su BIOS 8800 GT en su sitio web, pero no mencionó que solucionó este problema. EVGA también publicó una nueva biografía para solucionar este problema.
El rendimiento (en ese momento) y la popularidad de esta tarjeta quedan demostrados por el hecho de que, incluso en 2014, la 8800 GT a menudo figuraba como el requisito mínimo para los juegos modernos desarrollados para un hardware mucho más potente.

### 8800 GTS
Los primeros lanzamientos de la línea 8800 GTS, en noviembre de 2006, llegaron en configuraciones de 640 MB y 320 MB de RAM GDDR3 y utilizaron la GPU G80 de Nvidia. Mientras que la 8800 GTX tiene 128 procesadores de flujo y un bus de memoria de 384 bits, estas versiones de 8800 GTS cuentan con 96 procesadores de flujo y un bus de 320 bits. Sin embargo, con respecto a las características, son idénticas porque usan la misma GPU.
Aproximadamente en la misma fecha de lanzamiento que el 8800 GT, Nvidia lanzó una nueva versión de 640 MB del 8800 GTS. Si bien todavía se basa en el 90 nm G80 core, esta versión tiene habilitados 7 de los 8 clústeres de 16 procesadores de flujo (a diferencia de los 6 de 8 de los GTS más antiguos), lo que le da un total de 112 procesadores de flujo en lugar de 96. La mayoría de los otros aspectos de la tarjeta permanecen sin cambios. Sin embargo, debido a que los únicos 2 socios complementarios que producen esta tarjeta (BFG y EVGA) decidieron overclockearla, esta versión de la 8800 GTS en realidad funcionó un poco más rápido que una GTX estándar en la mayoría de los escenarios, especialmente en resoluciones más altas, debido al aumento velocidades de reloj
Nvidia lanzó un nuevo 8800 GTS 512 MB basado en el GPU G92 de 65 nm el 10 de diciembre de 2007. Este 8800 GTS tiene 128 procesadores de flujo, en comparación con los 96 procesadores de los modelos GTS originales. Está equipado con 512 MB GDDR3 en un bus de 256 bits. Combinado con un el reloj central de 650 MHz y las mejoras arquitectónicas le dan a la tarjeta un rendimiento de GPU sin procesar superior al de 8800 GTX, pero está limitado por el bus de memoria más estrecho de 256 bits. Su rendimiento puede igualar al 8800 GTX en algunas situaciones y supera a las tarjetas GTS más antiguas en todas las situaciones.

## Modelos

### Características
- Compute Capability 1.1: admite funciones atómicas, que se utilizan para escribir programas seguros para subprocesos.
- Compute Capability 1.2: para obtener más información, consulte CUDA

| Modelo                         | Características               | Características | Características       | Características                               | Características                               | Características     | Características      |
| Modelo                         | Scalable Link Interface (SLI) | SLI de 3 vías   | Vídeo puro HD con VP1 | PureVideo 2 con VP2, Motor BSP y motor AES128 | PureVideo 3 con VP3, Motor BSP y motor AES128 | PureVideo 4 con VP4 | Capacidad de cálculo |
| ------------------------------ | ----------------------------- | --------------- | --------------------- | --------------------------------------------- | --------------------------------------------- | ------------------- | -------------------- |
| GeForce 8300GS (G86)           | No                            | No              | No                    | Sí                                            | No                                            | No                  | 1.1                  |
| GeForce 8400 GS Rev. 2 (G98)   | No                            | No              | No                    | No                                            | Sí                                            | No                  | 1.1                  |
| GeForce 8400 GS Rev. 3 (GT218) | No                            | No              | No                    | No                                            | No                                            | Sí                  | 1.2                  |
| GeForce 8500GT                 | Sí                            | No              | No                    | Sí                                            | No                                            | No                  | 1.1                  |
| GeForce 8600GT                 | Sí                            | No              | No                    | Sí                                            | No                                            | No                  | 1.1                  |
| GeForce 8600 GTS               | Sí                            | No              | No                    | Sí                                            | No                                            | No                  | 1.1                  |
| GeForce 8800GS (G92)           | Sí                            | No              | No                    | Sí                                            | No                                            | No                  | 1.1                  |
| GeForce 8800 GTS (G80)         | Sí                            | No              | Sí                    | No                                            | No                                            | No                  | 1.0                  |
| GeForce 8800 GTS Rev. 2 (G80)  | Sí                            | No              | Sí                    | No                                            | No                                            | No                  | 1.0                  |
| GeForce 8800 GT (G92)          | Sí                            | No              | No                    | Sí                                            | No                                            | No                  | 1.1                  |
| GeForce 8800 GTS (G92)         | Sí                            | No              | No                    | Sí                                            | No                                            | No                  | 1.1                  |
| GeForce 8800 GTX               | Sí                            | Sí              | Sí                    | No                                            | No                                            | No                  | 1.0                  |
| GeForce 8800 Ultra             | Sí                            | Sí              | Sí                    | No                                            | No                                            | No                  | 1.0                  |

## Serie GeForce 8M
El 10 de mayo de 2007, Nvidia anunció la disponibilidad de sus GPU para portátiles GeForce 8 a través de OEM seleccionados. Hasta ahora, la línea consta de chips de las series 8200M, 8400M, 8600M, 8700M y 8800M. Nvidia anunció que algunos de sus chips gráficos tienen una tasa de falla más alta de lo esperado debido al sobrecalentamiento cuando se usan en configuraciones de portátiles particulares. Algunos de los principales fabricantes de computadoras portátiles realizaron ajustes en la configuración de los ventiladores y actualizaciones de firmware para ayudar a retrasar la aparición de cualquier falla potencial en la GPU. A fines de julio de 2008, Dell lanzó un conjunto de actualizaciones de BIOS que hicieron que los ventiladores de las computadoras portátiles giraran con más frecuencia. A mediados de agosto de 2008, nVidia aún no había dado más detalles públicamente, aunque se rumoreaba mucho que todas o la mayoría de las tarjetas 8400 y 8600 tenían este problema.

### Serie GeForce 8400M
La GeForce 8400M es la serie de nivel de entrada para el conjunto de chips GeForce 8M. Normalmente se encuentra en las computadoras portátiles de gama media como una solución alternativa a los gráficos integrados, el 8400M fue diseñado para ver contenido de video de alta definición en lugar de juegos. Las versiones incluyen 8400M G, 8400M GS y 8400M GT. Si bien estas GPU no están orientadas para juegos de gama alta, la 8400M-GT equipada con GDDR3 puede manejar la mayoría de los juegos de su tiempo en configuraciones medias, y era adecuada para juegos ocasionales.

### Serie GeForce 8600M
La GeForce 8600M se ofreció en portátiles de gama media como una solución de rendimiento de gama media para los entusiastas que quieren ver contenido de alta definición, como películas en Blu-ray Disc y HD DVD, y jugar juegos actuales y futuros con una configuración decente. Las versiones incluyen la 8600M GS y la 8600M GT (la GT es la más potente) y proporcionaron un rendimiento de juego decente (debido a la implementación de la memoria GDDR3 en los modelos 8600M de gama alta) para los juegos actuales. Actualmente se encuentra en la portátil Dell XPS M1530, Asus G1S, Sony VAIO VGN-FZ21Z, en modelos Lenovo Ideapad seleccionados, algunos modelos de Acer Aspire 5920, Acer Aspire 9920G y BenQ Joybook S41, también disponible en MacBook Pro, y algunos modelos de Fujitsu Siemens. La falla común de este chip en, entre otros, MacBook Pro comprados entre mayo de 2007 y septiembre de 2008 fue parte de una demanda colectiva contra nVidia que resultó en que Apple otorgara una garantía extendida de 4 años relacionada con el problema después de confirmar que el problema fue causado por el propio chip Nvidia. Se esperaba que este servicio de reemplazo de garantía le costara a nVidia alrededor de $ 150 a $ 200 millones y eliminó más de $ 3 mil millones de su capitalización de mercado después de ser demandados por sus propios accionistas por intentar encubrir el problema.

### Serie GeForce 8700M
La GeForce 8700M fue desarrollada para el mercado de gama media. Actualmente la única versión es la 8700M GT. Este chipset está disponible en portátiles de gama alta como Dell XPS M1730, Sager NP5793 y Toshiba Satellite X205. Si bien la mayoría en el campo considera que esta tarjeta es una tarjeta de gama media decente, es difícil clasificar la 8700M-GT como una tarjeta de gama alta debido a su bus de memoria de 128 bits, y es esencialmente una 8600M GT overclockeada. Tarjeta de gama media GDDR3. Sin embargo, muestra un gran rendimiento cuando está en una configuración SLI de dos tarjetas y proporciona un rendimiento de juego decente en una configuración de una sola tarjeta.

### Serie GeForce 8800M
La GeForce 8800M se desarrolló para suceder a la 8700M en el mercado de alta gama y se puede encontrar en computadoras portátiles para juegos de alta gama.
Las versiones incluyen la 8800M GTS y la 8800M GTX. Estas fueron lanzadas como las primeras GPU GeForce 8 Series móviles verdaderamente de alta gama, cada una con un bus de memoria de 256 bits y 512 megabytes de memoria GDDR3 estándar, y brindan un rendimiento de juego de alta gama equivalente a muchas GPU de escritorio. En SLI, estos pueden producir miles de resultados de 3DMark06.
Los modelos de portátiles que incluyen las GPU 8800M son: Sager NP5793, Sager NP9262, Alienware m15x y m17x, HP HDX9494NR y Dell M1730. Clevo también fabrica modelos de portátiles similares para CyberPower, Rock y Sager (entre otros), todos con la 8800M GTX, mientras que incluye la 8800M GTS en los modelos Gateway P-6831 FX y P-6860 FX.

## Problemas
Algunos chips de la serie GeForce 8 (concretamente los de la serie G84 [por ejemplo, G84-600-A2] y G86) sufren un problema de sobrecalentamiento. Nvidia afirma que este problema no debería afectar a muchos chips, mientras que otros afirman que todos los chips de esta serie están potencialmente afectados. El director ejecutivo de Nvidia, Jen-Hsun Huang, y el director financiero, Marvin Burkett, estuvieron involucrados en una demanda presentada el 9 de septiembre de 2008, alegando su conocimiento de la falla y su intención de ocultarla.

## Asistencia del controlador al final de su vida útil
Nvidia dejó de admitir controladores de Windows para la serie GeForce 8 el 1 de abril de 2016.
- Windows XP de 32 bits y Media Center Edition: versión 340.52 lanzada el 29 de julio de 2014; Descargar
- Windows XP de 64 bits: versión 340.52 lanzada el 29 de julio de 2014; Descargar
- Windows Vista, 7, 8, 8.1 de 32 bits: versión 342.01 (WHQL) lanzada el 14 de diciembre de 2016; Descargar
- Windows Vista, 7, 8, 8.1 de 64 bits: versión 342.01 (WHQL) lanzada el 14 de diciembre de 2016; Descargar
- Windows 10, 32 bits: versión 342.01 (WHQL) lanzada el 14 de diciembre de 2016; Descargar
- Windows 10, 64 bits: versión 342.01 (WHQL) lanzada el 14 de diciembre de 2016; Descargar